# Schloss Niederosterwitz

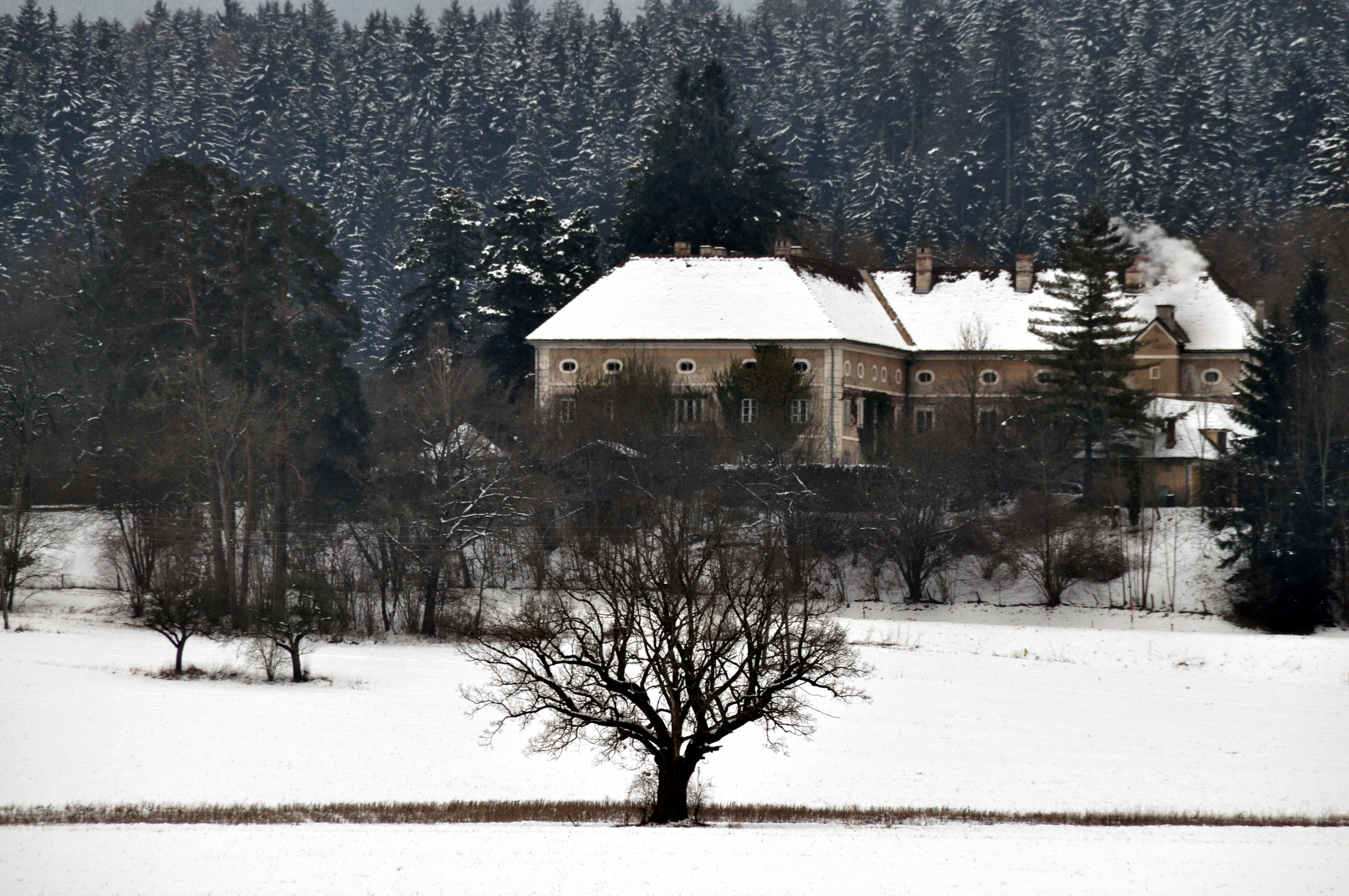
Schloss Niederosterwitz (2010)

Das Schloss Niederosterwitz in der Gemeinde St. Georgen am Längsee liegt westlich der Burg Hochosterwitz. Der schlichte Schlossbau wird von einem Park umgeben.
1541 wurde das Anwesen gemeinsam mit der Burg von Christoph Khevenhüller von Aichelberg erworben. 1645 kaufte der Hochosterwitzer Burggraf Anton von Aichholt das Schloss. Seit 1690 ist Niederosterwitz Domizil der Familie Khevenhüller.
Das Schloss ist über einem hakenförmigen Grundriss errichtet. Der östliche Flüge ist der älteste Teil der Anlage. Er wurde nach 1645 ausgebaut und 1690 um den länglichen Südflügel erweitert. Der westliche Flügel wurde im späten 18. oder frühen 19. Jahrhundert angebaut. Die Fassade wird durch flache Gesimsbänder und Ochsenaugenfenster im Mezzanin gegliedert.
An der Nordostseite befindet sich auf einer Terrasse eine kleine, sechseckige Kapelle mit einer Säulenhalle. Im mit einem Klostergewölbe ausgestatteten Innenraum steht ein schlichter, mit Knorpelwerk geschmückter Säulenretabelaltar von 1670.